# Безвыходная ситуация
«Безвыходная ситуация» (англ. Small Apartments) — кинокомедия режиссёра Юнаса Окерлунда, премьера которой состоялась 10 марта 2012 года на фестивале South by Southwest. Главную роль в картине исполнил английский комик и актёр Мэтт Лукас, сыгравший роль Франклина Франклина — эксцентричного постояльца жилого комплекса, случайно убившего своего домовладельца мистера Оливетти, роль которого исполнил Петер Стормаре. Сценарий создан Крисом Миллисом и является адаптацией новеллы, написанной им же ранее. Саундтрек к фильму, создателем которого стал Пер Гессле из Roxette, был выпущен 13 апреля 2013 года.

## Сюжет
Основные действия фильма происходят в жилом комплексе в Южной Калифорнии. В здании проживают многие эксцентричные постояльцы, включая Франклина Франклина, вокруг жизни которого и развязывается сюжет.
Франклин живёт один вместе со своей собакой. Он не имеет работы, живёт на диете из газировки и огурцов с горчицей, ходит по территории комплекса в одном нижнем белье, мечтает переехать жить в Швейцарию и очень любит играть на роге, чем сильно раздражает своих соседей. В один день, когда к нему приходит его домовладелец, мистер Оливетти, тот обнаруживает, что у Франклина опять нет денег на оплату квартиры, которая просрочена уже на два месяца. Оливетти заставляет Франклина сделать ему минет в качестве наказания за неуплату. Во время этого процесса Оливетти поскальзывается на случайно разлитой Франклином горчице, падает головой на пол и быстро умирает от полученных травм. Эта часть фильма показана уже ближе к финалу, как флэшбек. На протяжении же всего действия фильма показывается только как Франклин крайне неудачно пытается избавиться от трупа, сымитировав до абсурдности неправдоподобное самоубийство.
Помимо событий с Франклином, в фильме также рассказываются истории из жизни его брата и соседей по жилому комплексу.

## В ролях
- Мэтт Лукас — Франклин Франклин
- Джеймс Каан — мистер Оллспайс, сосед Франклина из 204 квартиры
- Джонни Ноксвилл — Томми Боллс, сосед с другой стороны жилого комплекса, работающий в местном магазине Tag’s Liquor
- Билли Кристал — Берт Уолнат, пожарный инспектор, заинтересовавшийся делом Оливетти
- Джуно Темпл — Симон, девушка живущая напротив квартиры Франклина
- Джеймс Марсден — Бернард Франклин, брат Франклина
- Петер Стормаре — мистер Оливетти, домовладелец
- Дэвид Кокнер — детектив Тим О’Грейди
- Ди Джей Куоллс — Арти, ночной продавец в Tag’s Liquor
- Рози Перес — мисс Бейкер, медсестра в госпитале
- Аманда Пламмер — миссис Баллистери, мать Томми
- Дольф Лундгрен — доктор Сейдж Меннокс
- Саффрон Берроуз — Франсин
- Ребел Уилсон — Роки, девушка Томми
- Анджелла Линдвалл — Лиза, стюардесса
- Дэвид Варшовски[англ.] — детектив Рич Холман

## Производство
По словам Окерлунда, для него было важно, чтобы производство фильма имело сильный элемент стихийности, для чего тот не стал фокусироваться только на съёмках фильма, как это было с предыдущими его работами, но также успел снять 34 рекламных ролика и выпустить 5 видеоклипов в том же году. Работой над «Безвыходной ситуацией» занималась большей частью та же команда, что работала и над другими проектами режиссёра. Самым первым утверждённым актёром стал Мэтт Лукас, получивший в проекте главную роль, а весь процесс съёмок занял 20 дней и закончился в апреле 2011 года.

## Отзывы критиков
Фильм получил в целом смешанные отзывы от критиков и зрителей. На IMDb фильм имеет зрительский рейтинг 6,1 из 10. Зрители на Rotten Tomatoes в среднем оценили фильм на 2,96 звезды из пяти, что дало картине только 40 % общего одобрения зрителями.
Кинокритики же разошлись во мнениях: Джон ДеФорс из The Hollywood Reporter в целом хорошо оценил игру основного состава актёров, отдельно отметив, что «„Маленькие квартиры“ могли бы развалиться, если бы не потрясающе необычная игра актёра из „Маленькой Британии“ Мэтта Лукаса». Также им были отмечены исполнения своих ролей Петером Стормаре и Билли Кристалом. Питер Дебруж из Variety оценил игру актёров иначе, написав «Кто-то должен сказать трём жителям „Маленьких квартир“, чтобы они перестали пытаться показать себя настолько уж сильно смешными, поскольку их попытки так отчаянны, что отпугивают смех». Он, однако, отметил высокий уровень личного влияния Окерлунда на все детали картины, вплоть до «перенасыщенной цветовой схемы трусов с леопардовым принтом [Джонни] Ноксвилла». И что даже начав просмотр фильма совершенно ничего не зная о нём, потребуется всего пара моментов, чтобы понять, что это фильм от создателя «Высшего пилотажа», «несущий в себе такую же любовь ко всему аляповатому».